# Madame Butterfly (film, 1915)
Cet article concerne le film de Sidney Olcott. Pour le film de Frédéric Mitterrand, voir Madame Butterfly.
Pour plus de détails, voir Fiche technique et Distribution.
Madame Butterfly est un film muet américain de Sidney Olcott, sorti en 1915.

## Synopsis
Cho-Cho-San, une jeune Japonaise, est courtisée par le Lieutenant Pinkerton, un officier le la marine américaine, et ils se marient lors d'une cérémonie traditionnelle. N'ayant jamais pris ce mariage oriental au sérieux, Pinkerton quitte le Japon et sa "Madame Butterfly" après quelques semaines pour rejoindre son navire, promettant qu'il reviendra au printemps.

Fidèle et confiante, Cho-Cho-San attend Pinkerton dans sa maison de la montagne avec son bébé, qui vient de naître, mais le printemps passe sans nouvelles du lieutenant. Mise à l'écart par sa propre famille, à la fierté de Samouraï, Cho-Cho-San persiste dans son attente solitaire, refusant même la proposition de mariage de Yamadori, un riche Japonais américanisé.

Finalement, Pinkerton revient, mais accompagné d'Adélaïde, une Américaine à laquelle il est désormais marié. Lorsqu'Adélaïde apprend la vérité à propos de Cho-Cho-San et du bébé, elle insiste pour élever l'enfant elle-même, une offre que Cho-Cho-San se sent obligée d'accepter. Avant de donner l'enfant, Cho-Cho-San se suicide, et meurt heureuse dans les bras du lieutenant, enfin réunie avec son amour. 

## Fiche technique
- Titre original : Madame Butterfly
- Réalisation : Sidney Olcott
- Scénario d'après le roman Madame Butterfly de John Luther Long
- Photographie : Hal Young
- Production : Daniel Frohman
- Société de production : Famous Players Film Company
- Société de distribution : Paramount Pictures Corporation
- Pays de production :  États-Unis
- Langue originale : anglais
- Format : noir et blanc — 35 mm — 1,37:1 — Muet
- Genre : drame
- Durée : 5 bobines
- Date de sortie : États-Unis : 8 novembre 1915
- Licence : domaine public

## Distribution
- Mary Pickford : Cho-Cho-San
- Olive West : Suzuki, sa servante
- Jane Hall : Adélaïde
- Lawrence Wood : le père de Cho-Cho-San
- Caroline Harris : la mère de Cho-Cho-San
- M. W. Rale : le "Nakodo" (l'entremetteur)
- W. T. Carleton : le Consul américain
- David Burton : le Prince
- Frank Dekum : un officier de la Navy
- Marshall Neilan : Lieutenant Pinkerton
- Cesare Gravina : le devin

## Autour du film
- Le scénario du film est inspiré de l'histoire de John Luther Long, même si l'opéra de Giacomo Puccini avait été joué dès 1904.